# Hydnum elatum
Hydnum elatum é uma espécia de fungo pertence à família Hydnaceae.